# Вја Сан Симеоне (Виченца)
Вја Сан Симеоне је насеље у Италији у округу Виченца, региону Венето.
Према процени из 2011. у насељу је живело 41 становника. Насеље се налази на надморској висини од 79 м.